# فضائح محاسبية
إن فضائح المحاسبة ما هي إلا فضائح سياسية أو فضائح تجارية نشأت نتيجة الإفصاح عن المخالفات المالية التي ارتكبها المدراء التنفيذيين الموثوق بهم في الشركات أو الحكومات. وغالبا ما تتضمن هذه المخالفات استخدام أساليب معقدة لسوء استخدام أو سوء توجيه المال أو المبالغة في تقدير الإيرادات أو بخس تقدير النفقات أو المبالغة في قيمة أصول الشركة أو التقليل من المسئولية القائمة وأحيانا في التعاون مع مسئولي الشركات الأخرى أو الشركات التابعة.
في الشركات العامة قد يؤدي هذا النوع من «المحاسبة المختلقة» إلى التزوير وتباشر وكالات المراقبة الحكومية مثل لجنة البورصة والأوراق المالية الأمريكية في إجراء التحقيقات الطبيعية في هذا الصدد.

## نوعان من الاحتيال

### اختلاس الأصول
يحدث اختلاس الأصول، والذي يُطلق عليه غالبًا اختلاس الأموال أو احتيال الموظف، عندما يسرق الموظف أصول الشركة، سواء كانت تلك الأصول نقدية أو مادية. تكون الأصول المسروقة عادةً عبارة عن أموال نقدية، أو ما يعادلها، وبيانات الشركة أو الملكية الفكرية. يشمل اختلاس الأصول أيضًا إخراج المخزون من منشأة أو استخدام أصول الشركة لأغراض شخصية دون إذن. تشمل أصول الشركة جميع اللوازم المكتبية والمخزون والملكية الفكرية.

### التقارير المالية الاحتيالية
تُعرف التقارير المالية الاحتيالية أيضًا باسم الاحتيال في إدارة الأرباح. تتلاعب الإدارة عمدًا في هذا السياق بالسياسات المحاسبية أو التقديرات المحاسبية لتحسين البيانات المالية. تقدم الشركات العامة والخاصة تقارير مالية احتيالية لتأمين مصلحة المستثمر أو الحصول على موافقات مصرفية للتمويل، مثل مبررات المكافآت المالية أو زيادة الرواتب أو لتلبية توقعات المساهمين. اتخذت هيئة الأوراق المالية والبورصات إجراءات إنفاذ ضد الشركات لأنواع عديدة من التقارير المالية الاحتيالية، بما في ذلك التقدير غير الصحيح للإيرادات، وحشو نهاية الفترة المالية، ومدخلات ما بعد الإغلاق الاحتيالية، وتقييم الأصول غير المناسب، والتدابير المالية المضللة غير المتوافقة مع مبادئ المحاسبة المقبولة بصفة عامة.

## مثلث الاحتيال
مثلث الاحتيال هو نموذج لشرح العوامل التي تدفع الشخص لارتكاب سلوكيات احتيالية في المحاسبة. يتألف المثلث من ثلاثة عناصر تؤدي مجتمعة إلى سلوك احتيالي، وهي:
- الحوافز/الضغط: تملك الإدارة، أو الموظفين الآخرين، الحوافز أو الضغوط للاحتيال.
- الفرص: توفر الظروف فرصًا للإدارة أو الموظفين للاحتيال.
- المواقف/التبرير: يوجد موقف أو شخصية أو مجموعة من القيم الأخلاقية التي تسمح للإدارة أو الموظفين بارتكاب فعل مخادع، أو وجودهم في بيئة تفرض ضغطًا كافيًا يدفعهم إلى تبرير ارتكاب فعل مخادع.[7]

الحوافز/الضغوط: يُعد تراجع الآفاق المالية للشركة الحافز الشائع للشركات للتلاعب بالبيانات المالية. يمكن للشركات التلاعب أيضًا بالأرباح لتحقيق توقعات المحللين أو المعايير القياسية، مثل أرباح العام السابق، من أجل مواجهة قيود مخاطر الإئتمان، أو تحقيق هدف المكافأة بناءً على الأرباح، أو تضخيم أسعار الأسهم بشكل مصطنع. تُعتَبر الضغوط المالية حافزًا شائعًا للموظفين عندما يتعلق الأمر باختلاس الأصول. يعتمد الموظفون الذين لديهم التزامات مالية مفرطة، أو أولئك الذين يعانون من إدمان المخدرات أو مشاكل القمار، على السرقة لتلبية احتياجاتهم الشخصية.
الفرص: تعود المخاطرة الأكبر للشركات الصناعية التي تتضمن أحكامًا وتقديرات محاسبية مهمة؛ وذلك على الرغم من احتمالية مواجهة بيانات جميع الشركات المالية لخطر التلاعب. يمكن أن تؤدي دورة رأس المال لموظفي المحاسبة أو أوجه القصور الأخرى في عمليات المحاسبة والمعلومات إلى خلق فرصة للتلاعب. تكون الفرص أكبر في الشركات ذات السيولة النقدية التي يمكن الوصول إليها أو التي تملك مخزونات أو أصول أخرى قيّمة في حالة اختلاس الأصول، وخاصةً إذا كانت الأصول صغيرة أو سهلة الإزالة. يمكن لعدم وجود ضوابط على المدفوعات للبائعين أو أنظمة الرواتب السماح للموظفين بخلق بائعين أو موظفين وهميين وفرض فواتير على الشركة مقابل الخدمات أو الوقت.
المواقف/التبرير: يُعتَبر موقف الإدارة العليا تجاه التقارير المالية عامل خطر بالغ الأهمية في تقييم احتمال وجود بيانات مالية احتيالية. يُرجَّح حدوث تقرير مالي احتيالي إذا أظهر الرئيس التنفيذي أو غيره من كبار المديرين تجاهلًا كبيرًا لعملية إعداد التقرير المالي، مثل تقديم توقعات شديدة التفاؤل بشكل مستمر، أو قلقهم الكبير بشأن توقعات أرباح محللي الاجتماع. إذا خدعت الإدارة العملاء، في حالة اختلاس الأصول أيضًا، من خلال زيادة الرسوم على البضائع أو الانخراط في أساليب البيع ذات الضغط العالي، فيمكن أن يشعر الموظفون أنه من المقبول بالنسبة لهم التصرف بنفس الطريقة.

## الأسباب
من السهل نسبيا أن يقوم كبار المسئولين التنفيذيين بخفض سعر أسهم شركاتهم نظرا لتباين المعلومات حيث يمكن للمسئول التنفيذي الإسراع في عملية محاسبة النفقات المتوقعة أو تأخير محاسبة الإيرادات المتوقعة أو تنفيذ عمليات خارج الميزانية العمومية حتى تبدو الشركة وكأنها فقيرة مؤقتا أو يمكنه تعزيز أو تقديم تقارير تقديرات شديدة التحفظ (متشائمة مثلا) عن الأرباح المستقبلية. وغالبا ما تؤدي مثل هذه الأخبار السلبية عن الأرباح (مؤقتا على الأقل) إلى خفض سعر السهم. (و مرة أخرى يرجع السبب في ذلك إلى تباين المعلومات حيث أنه من أكثر الأمور شيوعا بين كبار المسئولين بذل أقصى جهدهم لإخفاء توقعات أرباح شركاتهم) وعادة ما تكون المخاطر القانونية الناتجة عن كون المسئولين «متحفظين جدا» في المحاسبات وتقديرات الأرباح الخاصة بهم قليلة للغاية.
في واقع الأمر، إن خفض سعر السهم يجعل الشركة هدفا يسهل الاستيلاء عليه فعندما تباع الشركة (أو تصبح خاصة) – بسعر منخفض للغاية – يكسب الممثل المستولي علي الشركة مكاسب غير متوقعة من إجراءات المسئول التنفيذي الكبير السابق لتقليل سعر السهم خلسة مما يؤدي إلى تحويل عشرات المليارات من الدولارات (الأمر المثير للتساؤل) من أصحاب الأسهم السابقين إلى الممثل المسئول. وهكذا يحصل المسئول التنفيذي الكبير السابق على مصافحة ذهبية لرئاسة هذا التخفيض الهائل والذي قد يصل أحيانا إلى مئات الملايين من الدولارات لمدة عام أو عامين من العمل. (ويعد ذلك صفقة ممتازة للمثل المستولي الذي يميل إلي التربح من تطوير سمعة كونه سخي للغاية لفصل كبار المسئولين التنفيذيين).
وتحدث أمور مماثلة عندما يتم تخصيص مؤسسة عامة أو مؤسسة غير مربحة. فغالبا ما يحصل كبار المسئولين التنفيذيين علي أرباح مالية هائلة عندما يتم بيع كيان حكومي أو كيان غير مربح للقطاع الخاص. فكما هو الحال في المثال المذكور أعلاه، يُسهل كبار المسئولين هذه العملية من خلال إظهار الكيان المؤسسي وكأنه يعاني من أزمة مالية – مما يخفض سعر بيع السهم (لصالح المشتري) وجعل المؤسسات غير الربحية الحكومية أكثر عرضة للبيع. ويمكنه أيضا أن يساهم في التصور العام بأن كيانات القطاع الخاص تتمتع بكفاءة تشغيلية أفضل مما يعزز الرغبة السياسية في بيع الأصول العامة. ومرة أخرى وبسبب المعلومات المتباينة يجد السياسيون والجمهور العام أن الشركات المملوكة للحكومة والتي كانت تُعد «كوارث مالية» قد تحولت بأعجوبة على أيد القطاع الخاص (وغالبا ما تباع) في غضون بضع سنوات.

## نتائج ملحوظة
تحولت فضيحة انرون إلى لائحة الاتهامات والإدانة الجناية ضد واحدة من كبار المراجعين الخمس ارثر اندرسون في 15 يونية 2002م. وعلى الرغم من إلغاء الإدانة في 31 مايو 2005 من قبل المحكمة العليا بالولايات المتحدة الأمريكية إلا أن الشركة قد توقفت عن تنفيذ المراجعات المالية ويتم حاليا إنهاء عملياتها التجارية. وعرفت فضيحة انرون بأنها واحدة من أكبر إخفاقات المراجعة وشملت الفضيحة استخدام الثغرات الموجودة بمبادئ المحاسبة المعتمدة. فبالنسبة لمراجعة شركة كبرى مثل انرون انتقد عقد المراجعين لعدد قليل من الاجتماعات في العام حيث يفترض أن تُغطي هذه الاجتماعات كمية كبيرة من المواد. وفي 17 يناير عام 2002 قررت انرون عدم الاستمرار مع ارثر اندرسون زاعمين بفشلهم في تقديم الاستشارة المحاسبية والوثائق ذات الصلة. وتم الحكم على ارثر اندرسون بأنها مذنبة نظرا لعرقلتها سير العدالة بالتخلص من العديد من رسائل البريد الإلكتروني والوثائق الخاصة بمراجعة شركة انرون. ونظرا لعدم السماح للجنة البورصة والأوراق المالية قبول عمليات التدقيق من قبل مجرمين مدانين اضطرت الشركة إلى التخلي عن رخصة المدقق المعتمد لاحقا في 2002 متسببة في خسارة أكثر من 113,000 موظف لوظائفهم. وعلى الرغم من إلغاء المحكمة الأمريكية العليا للحكم لاحقا فلقد تشوهت سمعة الشركة الامر الذي لا يمتلك إلا لمرة واحدة فقط وأصبحت غير قابلة للإصلاح ولم تعد مؤسسة قابلة للاستمرار حتى على نطاق محدود.
في 9 يوليو 2002، ألقى جورج دبليو بوش خطابا عن الفضائح المحاسبية الأخيرة التي تم الكشف عنها. وعلى الرغم من لهجته الصارمة لم يركز الخطاب على وضع سياسة جديدة بل ركز على التعزيز الفعلي للقوانين الحالية والتي تشمل تحمل المسئولين التنفيذيين والمدراء مسئولية التزوير المحاسبي مسئولية شخصية.
في يوليو 2002، تقدمت ورلد كوم بطلب للحماية من الإفلاس فيما اعتبر أكبر تعسر مرت به الشركة على الإطلاق.
جددت هذه الفضائح الجدل حول مبادئ المحاسبة العامة المعتمدة بالولايات المتحدة والتي تتبنى نهج «القوانين» في المحاسبة على عكس معايير المحاسبة الدولية ومبادئ المحاسبة المعتمدة بالمملكة المتحدة والتي تتبنى نهجا قائم على «المبادئ». وقد أعلن مجلس معايير المحاسبة المالية عن نيته في تقديم المزيد من المعايير القائمة على المبادئ. واقترح استخدام وسائل أكثر راديكالية في الإصلاح والمحاسبة ولكن لم يتم دعم سوى القليل منها حتي الآن. وحتى هذا الجدال ذاته أهمل صعوبات تصنيف أي نظام معرفي مثل المحاسبة القائمة على القوانين أو القائمة على المبادئ. وأدى هذا أيضا إلى إنشاء ساربينز أوكسلي.
وبنبرة أخف حصل المسئولين التنفيذيين الذين يعملون بالشركات المتورطة في فضائح محاسبية لعام 2002 على جائزة نوبل لنفس العام حيث حققوا تبني مفهوم رياضي لاستخدام أرقام خالية في عالم الأعمال.
في 2003، قدمت نورتل مساهمة كبيرة في قائمة الفضائح هذه حيث قدمت تقرير خاطئ بزيادة أرباح كل سهم بمقدار سنت بعد فترة غياب كبيرة. وتم استخدام الناتج من هذه العملية لدفع رواتب أكبر 43 مدير يعملون بالشركة. وأقامت لجنة البورصة والأوراق المالية ولجنة الأوراق المالية بأونتاريو دعوى مدنية ضد نورتل. ومع ذلك كانت هناك نية لرفع دعوى مدنية منفصلة ضد المسئولين التنفيذيين بنورتل – والمسئولين التنفيذيين السابقين مثل فرانك أ ودون ودوجلاس س وبيتي ومايكل ج وجولوجلي ومارايان وإ بهابيل وهاميلتون إلا أنه تم تأجيل اتخاذ هذا الإجراء وفقا لتعليق الإجراءات الجنائية في كندا والتي تبدأ في تورونتو في 12 يناير 2012 (51)وصرح المحاميين الحكوميين في محاكمة التزوير الخاصة بثلاث مسئوليين تنفيذيين في شبكات نورتل بأنهم احتالوا على حاملي أسهم شركة نورتل وحصل على 5 ملايين دولار أمريكي. ووفقا للمدعي العام تم القيام بذلك عن طريق تصميم خسارة مالية في 2002 وربح في 2003 مما جلب زيادة ربح كبار المسئولين التنفيذيين بـ 70 مليون دولار أمريكي.
في 2005، وبعد فضيحة التأمين والصناديق المشتركة في العام السابق تم التحقيق مع AIG بتهمة الاحتيال المحاسبي حيث خسرت الشركة بالفعل أكثر من 45 مليار دولار أمريكي من قيمتها السوقية بسبب الفضيحة. كما كشفت التحقيقات أخطاء في المعاملات المحاسبية تقدر بما يزيد عن مليار دولار أمريكي. وانتهت تحقيقات مدعي نيويورك العام بتغريم AIG 1.6 مليار دولار أمريكي وتوجيه اتهامات جنائية لبعض المسئولين التنفيذيين بالشركة وأجبر موريس ار «هانك» غرينبرج علي التنحي من منصبه ومازال يواجه اتهامات مدنية موجهة إليه من حكومة نيويوك.
قبل اكتشاف مخطط بونزي الضخم لبرنارد مادو، شك المراقبون إذا ما كانت شركة المحاسبات الخاصة به – والتي يمتلكها شخصين مجهولين وبها محاسب واحد فقط وكائنة في منطقة ريفية شمال مدينة نيويورك- قادرة علي التعامل مع عمليات تقدر قيمتها بملايين الدولارات. (60) وفي نهاية المطاف دخل محاسب ماداوفس – دافيد جي فريلينج- إلى نظام حفظ ماداوفس بالختم المطاطي مع هيئة البورصة والأوراق المالية. وصرح أيضا أنه استمر في مراجعة ماداوف وبالرغم من استثماره مبلغ مالي كبير معه. ونظراً لعدم السماح للمحاسبين مراجعة التجار الوسطاء الذين يستثمرون معهم وافق على التخلي عن 3.18 مليون دولار أمريكي من الرسوم المحاسبية وسحب حسابه مع مادوف وجعلت استثماراته هذه من مخطط مادوف أكبر عملية تزوير محاسبية في التاريخ.